# 2019 في المغرب
تحتوي هذه المقالة على أهم الأحداث التي شهدتها المغرب في 2019، إضافة إلى أهم الشخصيات المغربية المولودة والمتوفية في هذه السنة.

## الحكم
- الملك: محمد السادس
- رئيس الحكومة: سعد الدين العثماني
- وزير الداخلية: عبد الوافي لفتيت

## الأحـداث
- 25 يناير - حل وزير الخارجية الروسي سيرغي لافروف بالمغرب في زيارة رسمية.
- 1 فبراير - انهيار سور مدرسة بفاس بسبب الرياح يودي بحياة تلميذين.[1]
- 3 فبراير - أعلنت وزارة الصحة المغربية، أن عدد الوفيات بسبب إنفلونزا الخنازير ارتفع إلى 16 حالة.[2]
- 13 فبراير 2019 - وصل العاهل الإسباني فيليب السادس والملكة ليتيثيا، إلى الرباط، في زيارة رسمية بدعوة من العاهل المغربي محمد السادس وتوقيع 11 اتفاقية بين البلدين.
- 23 فبراير 2019 - وصل الأمير البريطاني هاري وزوجته ميغان ماركل مساءا إلى مدينة الدار البيضاء، في المغرب، في جولة تستمر ثلاثة أيام وتهدف إلى الترويج لتعليم الفتيات في المناطق القروية وزيادة الوعي بالصحة العقلية. وكان في استقبال الزوجين بالمطار السفير البريطاني بالمغرب توماس ريلي وزوجته.
- 30 مارس 2019 - وصل البابا فرنسيس بابا الفاتيكان إلى المغرب، في زيارة تستغرق يومين، تركز على مسألة الحوار بين الأديان وقضايا المهاجرين، استقبله محمد السادس عند سلم الطائرة بمطار الرباط سلا الدولي.
- 4 أبريل 2019 - أيدت محكمة الاستئناف في الدار البيضاء حكما بالسجن 20 عاما ضد زعيم الاحتجاجات في منطقة الريف بشمال المغرب، ناصر الزفزافي مع رفاقه الآخرين. جلسة المحكمة اجريت في ساعة متأخرة من مساء الجمعة جرت بغياب المتهمين وهيئة الدفاع كاحتجاج على سير المحاكمة.
- 4 أبريل 2019 - أقدمت السلطات المحلية في مدينة بن أحمد بنواحي سطات المغربية، على استخراج جثة سيدة دُفنت منذ أسبوع، للتحقق من وفاتها بعد بلاغ قدمه أحد الأشخاص بسماع أصوات صادرة من قبرها.[3]
- 1 نوفمبر 2019 - اعتقلت السلطات المغربية مغني الراب سيمو الكناوي، وذلك بعد مرور أيام على تصدر أغنيته “ولاد الشعب - عاش الشعب” موقع يوتيوب في المغرب. أغنية انتقد فيها السلطات[4]
- 27 ديسمبر _ حبس الصحافي عمر راضي بسبب تغريدة على تويتر تنتقد القضاء[5]

## رياضة
- 26 مارس 2019 – إنهزم المنتخب المغربي بـ 0-1 أمام منتخب  الأرجنتين في مقابلة ودية اجريت في مدينة طنجة.
- 29 مارس 2019 – نادي الرجاء البيضاوي يهزم نادي الترجي التونسي بــ 2-1 ويحرز كأس السوبر الأفريقي على ارضية ملعب ثاني بن جاسم بالغرافة بالعاصمة القطرية الدوحة.
- مايو 2019 – فاز نادي الوداد البيضاوي بــ البطولة - الدوري المغربي لكرة القدم 2018–2019.
- 21 يونيو إلى 19 يوليو شارك المغرب في كأس الأمم الأفريقية 2019 المقامة في مصر
  - 23 يونيو 2019: المغرب فاز على  ناميبيا بـ 1-0
  - 28 يونيو 2019: المغرب فاز على  ساحل العاج بـ 1-0
  - 1 يوليوز 2019: المغرب فاز على  جنوب إفريقيا بـ 1-0
  - 5 يوليوز 2019: انهزم المغرب أمام  بنين بركلات الجزاء 1-4

- 18 نوفمبر 2019 – فاز نادي الاتحاد البيضاوي بــ كأس العرش 2019.

## كتب
- كتاب: مراكش التي كانت ، الكاتب: ياسين عدنان.
- رواية: «رسائل من امرأة مختفية»، الكاتب: محمد برادة.
- كتاب: الدستور المغربي.. سياق النشأة ومسار التطور (1900 ـ 2011)، للكاتب: أحمد بوز.
- كتاب: أسماء في الذاكرة/ أسئلة الفكر والإبداع والواقع ، الكاتب: عبد الصمد بن شريف.
- كتاب: حراك الريف.. ديناميات الهوية الاحتجاجية: دراسة ميدانية ، الكاتب: محمد سعدي.[6]
- كتاب: الأمازيغية والحزب ، الكاتب: عبد الله بوشطارت.
- كتاب: التّوازن بين السّلطات في النّظام الدّستوري المغربي بين الوثيقة الدّستورية لسنة 2011 والممارسة السياسية ، الكاتب: أمين السعيد.
- كتاب: «“ عبد القادر بنجلون: حياة ” - Abdelkader benjaloun UNE VIE», / الكاتبة: لطيفة بنجلون.
- رواية: «بيت النار»، للكاتب: هشام مشبال.[7]

## أفـلام
- الشبيه (فيلم).
- مول البندير.
- آدم (فيلم 2019).
- هالا مدريد فيسكا بارصا (فيلم)

## مسلسلات
- الماضي لا يموت
- الزعيمة (مسلسل)
- عيون غائمة (مسلسل)

## جـوائز
- 1 يناير 2019 – فاز الشاعر المغربي محمد بنيس بجائزة الإبداع العربي 2018.[8]
- 5 يناير 2019 – حصل المغربي إسماعيل عيون على المركز الأول في مسابقة دراجي مهرجان عسفان المقام في السعودية.[9]
- 8 يناير – فاز اللاعب المغربي أشرف حكيمي بجائزة أفضل لاعب صاعد في إفريقيا.
- 15 سبتمبر – توج الأستاذ المغربي عبد الله وهبي بجائزة أفضل أساتذة العالم، بالعاصمة الهندية نيودلهي.[10]
- 16 أكتوبر 2019 – فازت الكاتبة والروائية المغربية عائشة عمور بجائزة كتارا للرواية العربية في دورتها الخامسة الثقافة والإعلام بالدوحة، عن روايتها «حياة بالأبيض والأسود».>وإلى جانبها فاز الناقد المغربي محمد ياوطي بذات الجائزة، لكن في صنف الدراسات والبحوث غير المنشورة، عن دراسة بعنوان «جدل التمثيل السردي واللساني والممارسة الاجتماعية نحو مقاربة لسانية نقدية لسلطة الخطاب الروائي، رواية المغاربة لعبد الكريم الجويطي نموذجا».[11]
- 8 نوفمبر 2019، فاز الطبيب والمخترع المغربي يوسف العزوزي بلقب أفضل مخترع بالعالم العربي في مسابقة «نجوم العلوم» في دورتها الحادية عشرة التي تُقام بقطر، والتي أُطلقت بمبادرة من مؤسسة قطر للتربية والعلوم وتنمية المجتمع.[12]
- 9 ديسمبر 2019 - فاز المغربي محسن عطاف، بالميدالية الذهبية لأقل من 100 كلغ في بطولة الجيدو المفتوحة، التي نظمت يومي 7 و8 ديسمبر في سانداكان، بماليزيا.[13]

## وفـيات
- 1 يناير – عبد السلام بوحجر، شاعر مغربي (63 سنة).
- 2 مارس – زكي مبارك، مؤرخ مغربي (79 سنة).
- 3 مارس – عزيز موهوب، ممثل مغربي (80 سنة).
- 17 أبريل – المحجوب الراجي، ممثل مغربي (79 سنة).
- 21 أبريل – محسن أخريف، شاعر وكاتب مغربي (40 سنة).
- 7 مايو – أحمد أزناك، ممثل مغربي (66 سنة).
- 14 مايو – عبد الله العمراني، ممثل مغربي (78 سنة).
- 14 يوليو – حسن ميكري، مغني مغربي (77 سنة).
- 12 أغسطس – إبراهيم كمال، مؤسس الحركة الإسلامية بالمغرب (86 سنة).
- 26 أغسطس – أمينة رشيد، ممثلة مغربية (83 سنة).
- 2 سبتمبر – محمد خدي، ممثل مغربي (72 سنة).
- 24 سبتمبر – عبد الله القادري، سياسي وعسكري مغربي (82 سنة).
- 28 ديسمبر – مصطفى العلوي صحفي مغربي مؤسس جريدة «الأسبوع الصحافي» (83 سنة).

## الـمراجع
1. ↑  موقع زنقة 20 الاخباري نسخة محفوظة 16 ديسمبر 2019 على موقع واي باك مشين.
2. ↑  موقع هسبريس الاخباري نسخة محفوظة 16 ديسمبر 2019 على موقع واي باك مشين.
3. ↑  (المغرب اليوم): سلطات مغربية تستخرج جثة سيدة لسماع "أصوات" تخرج من قبرها [وصلة مكسورة] نسخة محفوظة 30 أبريل 2020 على موقع واي باك مشين.
4. ↑  اعتقال مغني راب مغربي بعد أغنية انتقد فيها السلطات نسخة محفوظة 2 نوفمبر 2019 على موقع واي باك مشين.
5. ↑  فرانس 24_ حبس الصحافي عمر راضي بسبب تغريدة على تويتر تنتقد نسخة محفوظة 28 ديسمبر 2019 على موقع واي باك مشين.
6. ↑  هيسبريس_دراسة تقاربُ دينامية "الحراك" في الريف .. الزفزافي والهوية والتاريخ نسخة محفوظة 15 ديسمبر 2019 على موقع واي باك مشين.
7. ↑  مشبال يسترجع آلام حرب الريف في "بيت النار"
8. ↑  (Med1.com): منح جائزة "الإبداع العربي 2018" للشاعر المغربي محمد بنيس [وصلة مكسورة] نسخة محفوظة 30 أبريل 2020 على موقع واي باك مشين.
9. ↑  (صحيفة عكاض): «مغربي» يخطف جائزة عسفان لسباق الدراجات نسخة محفوظة 15 ديسمبر 2019 على موقع واي باك مشين.
10. ↑  "لأول مرة..المغربي عبد الله وهبي «المعلم العالمي» لسنة 2019". كازا 24. مؤرشف من الأصل في 2019-09-22. اطلع عليه بتاريخ 2023-12-02.
11. ↑  مغربية تتوج بجائزة “كتارا” للرواية العربية بالدوحة نسخة محفوظة 15 ديسمبر 2019 على موقع واي باك مشين.
12. ↑  المغربي يوسف العزوزي أفضل مخترع عربي في "نجوم العلوم" نسخة محفوظة 17 ديسمبر 2019 على موقع واي باك مشين.
13. ↑  ذهبية للمغربي عطاف في بطولة للجيدو بماليزيا نسخة محفوظة 10 ديسمبر 2019 على موقع واي باك مشين.

## وصلات خارجية
- ا